# Playa de El Arbeyal
La playa de El Arbeyal es la playa más occidental de las de Gijón (Asturias, España). La playa de El Arbeyal es la tercera playa en importancia de Gijón, lindante con los populares barrios de La Calzada y del Natahoyo, es una playa muy querida que ha recuperado su aspecto originario tras décadas de quedar relagada frente al auge industrial de la zona. 
Son estos barrios, además, los que conceden a la playa su idiosincrasia y su dinamismo. Una zona que es socialmente muy activa, y que también lo es urbanísticamente, haciendo crecer a Gijón cada año más hacia el oeste. 
Fue inaugurada en el año 1995, recuperando su primitivo aspecto, perdido a raíz del auge industrial de la ciudad. Durante unos años llamada la "playa de La Casera" debido a la industria que estaba en sus alrededores. Está situada en un enclave eminentemente industrial, aunque en sus inmediaciones existen varias zonas verdes.

## Características
- Forma de concha
- Longitud de 300 m
- Aguas tranquilas
- Arena fina y tostada
- Arenal en pleamar:  22.800 m²
- Arenal en bajamar: 106.000 m²

## Equipamientos
- Aparcamiento
- Servicio de Vigilancia y Salvamento en Playas
- Megafonía
- Zona de juegos infantiles
- Duchas
- Aseos

## Enfoque deportivo
La playa del Arbeyal de Gijón, y su espíritu "obrero", es escenario habitual de populares
torneos deportivos: rugby, piragüismo, cometas o natación, entre otros.

## Accesos
- Avenida Príncipe de Asturias

- Parada de Bus Urbano (“Casa del Mar”; líneas 1, 4, 6, 21, 34 y 36 de Emtusa)

- Datos: Q9060803
- Multimedia: Playa del Arbeyal, Gijón / Q9060803